# Keshia Baker
Keshia Chantay Baker-Kirtz (Fairfield, 30 gennaio 1988) è una velocista statunitense, specializzata nei 400 metri piani.
In carriera è stata campionessa olimpica e mondiale della staffetta 4×400 metri, pur avendo corso esclusivamente nelle batterie di entrambe le competizioni.

## Palmarès
| Anno | Manifestazione  | Sede   | Evento  | Risultato | Prestazione | Note  |
| ---- | --------------- | ------ | ------- | --------- | ----------- | ----- |
| 2011 | Mondiali        | Taegu  | 4×400 m | Oro       | 3'18"09     | [ 1 ] |
| 2012 | Giochi olimpici | Londra | 4×400 m | Oro       | 3'16"87     | [ 1 ] |

## Altre competizioni internazionali
2012
- Oro al DécaNation ( Albi), 400 m piani - 52"23